# Вихіно (платформа)
Ви́хіно (рос. Выхино), до 1989 р. Жда́новська (Ждановская) — залізнична платформа Казанського та  Рязанського напрямків Московської залізниці, у складі лінії МЦД-3, на південному сході Москви. Пересадна на станцію «Вихіно» Московського метрополітену.
Платформа Ждановська була відкрита в 1966 році одночасно з однойменною станцією метро. Названа на честь партійного діяча А. О. Жданова. У 1989 році отримала сучасну назву (за московським районом Вихіно).
Єдиний у Москві кросплатформовий вузол станції метро і залізничної платформи. Цей пересадний вузол є найзавантаженішим в Москві. Перехід з електропоїздів на Москву на метропотяги, які прямують у центр, здійснюють по одній платформі, розділеної турнікетами МЗ (на вихід) і метрополітену (на вхід). Перехід у зворотному напрямку здійснюють по підземному переходу.
На платформі мають зупинку зазвичай всі приміські електропоїзди, в тому числі «Московський швидкісний електропоїзд Супутники» до станцій Раменське, Голутвін і Куровська, за винятком експреса Москва — Рязань «Сергій Єсенін». У разі загрози перевантаження станції зупинку частини поїздів скасовують.
Є три окремих платформи: № 1 (спочатку острівна, нині берегова, 2-а колія), № 2 (острівна, колії 1 та 4), № 3 (берегова, 3-я колія).
До 2003 року всі три залізничні платформи, а також платформи станції метро мали сполучення між собою двома підземними переходами шириною по 4 метри кожен (на 3-ю залізничну платформу прохід з переходів здійснювали через вулицю). У години пік рух по переходах сильно уповільнювався через обмежену пропускну здатність. Тому у 2003 році на захід від них був побудований новий підземний перехід шириною 12 метрів, що сполучив вулиці Хлобистова та Червоний Казанець з 2-ю та 3-ю платформами, сходи до нього спочатку навісів не мали. Тоді ж 1-а платформа у східному напрямку була тимчасово подовжена, причому ця її ділянка була споруджена з дубових брусів. До кінця 2003 року виходи (всього 4) з обох старих підземних переходів на 2-у платформу були закриті, замуровані, а навіси над ними на платформі — демонтовані. Така ж доля спіткала і найзахідніший з подібних виходів на 1-у платформу, інші 3 виходи зберегли і на кінець 2010-х працюють тільки для входу на станцію метро.
У 2004 році під час реконструкції залізничних платформ було відкрито вихід з нового підземного переходу на 1-у платформу, сама вона у західному напрямку була побудована фактично заново, а її тимчасову «дерев'яну» ділянку (зі східного боку) був згодом розібрано. Над кожним зі сходів у новий перехід з 1-ї і 2-ї платформ і з вулиці Хлобистова були споруджені козирки разом з довгими навісами над кожною з 3-х залізничних платформ. А над виходом до 3-ї платформі (спорудженим в одному з нею рівні) і вулиці Червоний Казанець тоді ж був надбудований скляний турнікетний павільйон, в якому також розташувалися каси далекого сполучення поряд з приміськими. Турнікети для проходів на 1-у та 2-у платформи були встановлені в самому підземному переході (для кожного зі сходів — своя турнікетна лінія). Крім того, для проходу з 1-ї платформи безпосередньо на станцію метро був споруджений окремий турнікетний павільйон з касами метро (відкрито 1 жовтня 2004 року).
Платформи № 1 і № 2 спочатку були дуже довгими, з розрахунком на можливий прийом поїздів далекого прямування. У результаті реконструкції 2003—2004 років довжина 1-ї платформи для залізниці була вельми вкорочена, хоча прийняти поїзди далекого прямування вона не змогла б уже з 1999 року через встановлення огорож навпроти входів на станцію метро. 2-у платформу залишили наддовгою — близько 535 метрів.